# (16590) Brunowalter
(16590) Brunowalter ist ein Asteroid des Hauptgürtels, der am 21. September 1992 von den deutschen Astronomen Freimut Börngen und Lutz D. Schmadel an der Thüringer Landessternwarte Tautenburg (IAU-Code 033) in Thüringen entdeckt wurde.
Der Asteroid wurde am 11. November 2000 nach dem deutsch-österreichisch-amerikanischen Dirigenten, Pianisten und Komponisten Bruno Walter (1876–1962) benannt, der zu den bedeutendsten Dirigenten des 20. Jahrhunderts zählt und als Kapellmeister des Leipziger Gewandhauses (1929–1933), Chefdirigent der New Yorker Philharmoniker (1947–1949) und ständiger Gastdirigent der Wiener Philharmoniker tätig war.
Der Himmelskörper gehört zur Eunomia-Familie, einer nach (15) Eunomia benannten Gruppe, zu der vermutlich fünf Prozent der Asteroiden des Hauptgürtels gehören.